# Farkas Károly (orvos)
Farkas Károly János (Újpest, 1905. november 19. – Budapest, 1979. március 10.) magyar orvos, orvostörténész, egészségügyi szervező, címzetes egyetemi tanár. Az orvostudományok doktora (1955).

## Életpályája
Szülei Farkas Ferenc József és Körösfejű Róza Terézia voltak. 1931-ben végzett a budapesti orvosi karon. Pályáját patológusként kezdte; a budapesti Pázmány Péter Tudományegyetem I. sz. Kórbonctani és Kísérleti Rákkutató Intézetében, ahol Balogh Ernő tanítványa volt. Gyakorlati klinikai, kórbonctani, oktatói működése során szerzett tapasztalataival 1941-ben a Gyakorlati kórbonctani diagnosztika tárgyköréből szerzett magántanári képesítést. 1945-től a Poliklinika főorvosa volt. 1958–1966 között az Orvostörténeti Szakcsoport elnöke volt. 1958–1970 között az Orvostörténeti Közlemények szerkesztőbizottságának elnöke volt. 1960-ban címzetes egyetemi tanár lett. 1966–1970 között a Magyar Orvostörténeti Társaság elnöke, 1974-től az ORFI igazgató-főorvosa volt.

### Munkássága
Patológusként a gyakorlati patológiát s az ezzel összefüggő kutatást művelte. Az Országos Reuma és Fizioterápiás Intézet (ORFI) igazgató-főorvosa, a Reumatológia-Balneológia-Allergológia című szaklap megindítója, ő honosította meg Magyarországon az orvosképzés- és továbbképzés egyik igen hatékony eszközét, a kliniko-patológiai konferenciák rendszerét. Működése alatt jött létre a reuma tanszék; szerkesztője volt az Orvosképzés című lapnak. Az ORFI-ban létrehozta a rehabilitációs részleg osztályait. Döntő szerepe volt az Orvostörténeti Könyvtár és a Semmelweis Múzeum létrehozásában, fejlesztésében. Működése idején kezdett kibontakozni a fürdőorvoslásból a klinikai reumatológia, a tudományos szemlélet, többek között éppen a patológia eredményeinek következetes alkalmazásával.
Sírja a Rákospalotai köztemetőben található (49-1-237).

## Művei
- A leggyakoribb diagnosztikus tévedések (Molnár Istvánnal, Budapest, 1961)
- Magyarország gyógyfürdői, gyógyhelyei és üdülőhelyei (társszerzőkkel, Budapest, 1962)
- Klinikai pathologia (Budapest, 1965)

## Díjai, elismerései
- a Magyar Tudományos Akadémia Aranyérme (1972)
- Akadémiai díj (1972)[6]